# Agnès Sorel

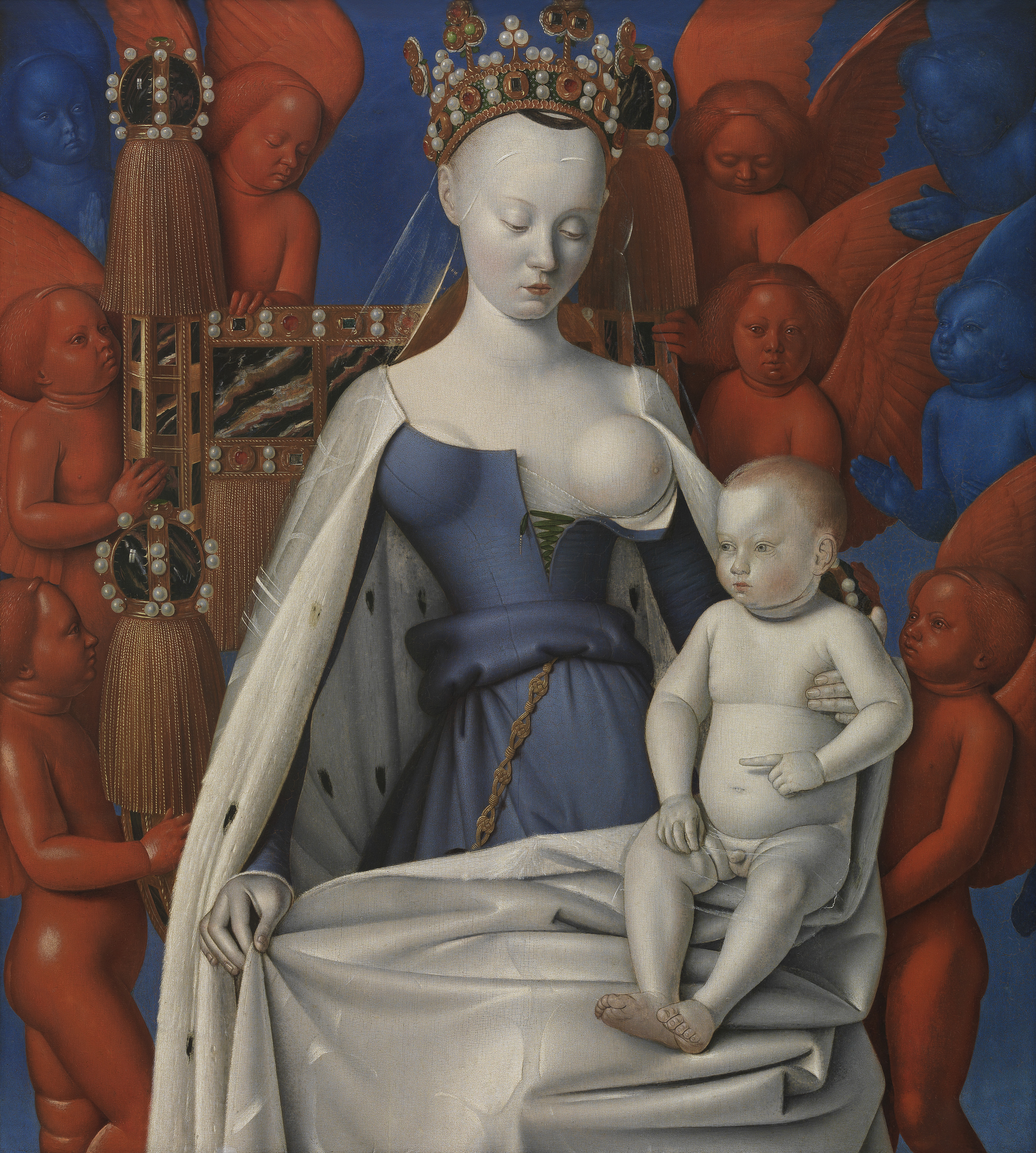
Maria met het Kind Jezus (Madonna Lactans) van Jean Fouquet (c.1450). Men neemt aan dat Agnès Sorel model stond voor Maria.

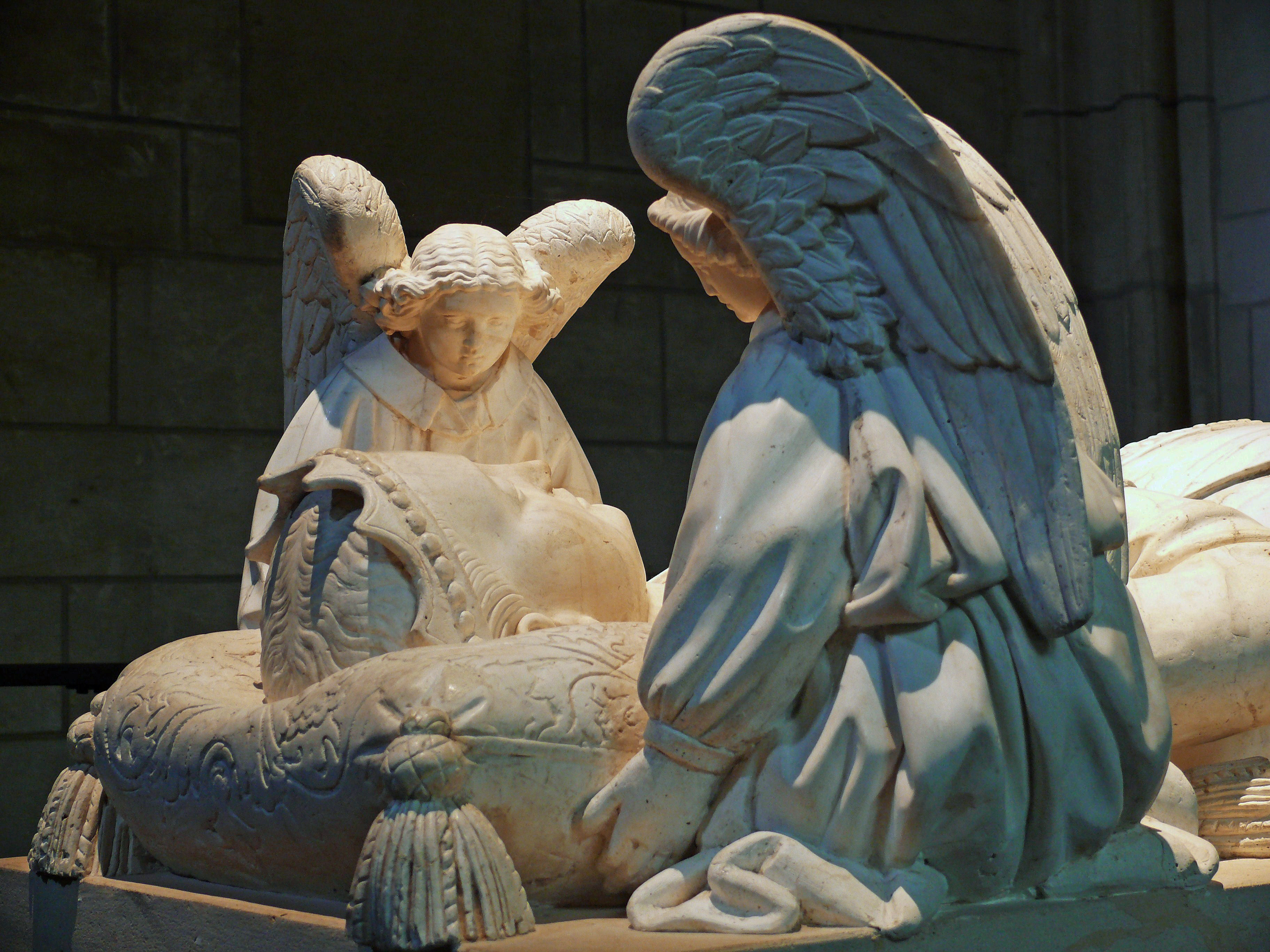
Detail van de gisant, graftombe van Agnès Sorel in de kerk Saint-Ours van Loches

Agnès Sorel (kasteel Fromenteau (Touraine), 1422 – Anneville-sur-Seine, 9 februari 1450) was de maîtresse van Karel VII van Frankrijk.
Agnès Sorel werd geboren op kasteel Fromenteau in de Touraine rond 1422. Agnès kwam in 1444 aan het Franse hof en voerde het decolleté met ontblote schouders in. Daarmee was ze een echte trendsetter, want vele dames van stand volgden haar voorbeeld. Ze werd de gunstelinge van de Franse koning Karel VII en werd de eerste openlijk erkende maîtresse van de koning, van wie zij onder meer het kasteel van Beauté ontving (in Nogent-sur-Marne bij Parijs). Zij had de titel Dame de Beauté, refererend aan haar schoonheid, maar ook naar de naam van haar kasteel. Zij moest uiteindelijk het hof in Chinon verlaten, omdat de kroonprins, de toekomstige Lodewijk XI, een hekel aan haar had en haar het leven zuur maakte en zij vestigde zich daarna in Loches. Terwijl zij schitterde aan het hof van Karel VII, woonde diens echtgenote, koningin Maria van Anjou, teruggetrokken op haar kasteel.
Op de koning heeft Agnès Sorel een gunstige invloed uitgeoefend. Zij wist hem van zijn manische en depressieve episoden af te helpen, en stimuleerde hem wellicht bij zijn inspanningen om de strijd tegen de Engelsen voort te zetten en van Frankrijk weer een welvarend land te maken. Uit hun verhouding werden vier kinderen geboren. Na de geboorte van het jongste kind overleed zij in Jumièges, waar zij zich bij Karel VII had gevoegd, die op veldtocht was. Men vermoedt dat de kroonprins (de latere koning Lodewijk XI) haar heeft vergiftigd. Haar lichaam werd overgebracht naar Loches en in de kapittelkerk Saint-Ours bijgezet. De kanunniken, aan wie zij met gulle hand schenkingen had gedaan, vroegen aan Lodewijk XI de toestemming om haar graftombe naar het kasteel over te brengen. Dat was voor hem geen punt, op voorwaarde dat de giften dezelfde weg zouden gaan. De kanunniken drongen dus niet verder aan.
Haar prachtig grafmonument, dat tijdens de Franse Revolutie werd beschadigd, werd onder Napoleon gerestaureerd in Parijs en in 2005 naar de kapittelkerk Saint-Ours in het Kasteel van Loches overgebracht waar het nu te bezichtigen is.